# 1853

## أحداث
- تأسيس مدينة كانييه[الإنجليزية] وتقع حاليا في بوتسوانا.
- تأسيس مدينة برامبتون وتقع حاليا في كندا.
- تأسيس مدينة جاوو وتقع حاليا في البرازيل.
- تأسيس مدينة إنفركارجل وتقع حاليا في نيوزيلندا.
- 10 مارس: تأسيس مدينة ترینتا اي ترس[الإنجليزية] وتقع حاليا في الأوروغواي.
- 21 أبريل: تأسيس مدينة فيلا دولوريس وتقع حاليا في الأرجنتين.
- بداية حرب القرم في 1 أكتوبر 1853 والتي انتهت في 1 فبراير 1856.
- 26 أبريل - تأسيس سكك الحديد الهندية
- 4 أكتوبر - اندلاع حرب القرم.

## مواليد
- أحمد بن محمد آل ثاني
- إيفاريستو مارتيلو باومان
- محمد الكرود
- ألبرشت كوسل
- ألكسي بروسيلوف
- أنتونيو سالاندرا
- إدوين سيدني ستيوارت
- السلطان حسين كامل
- الشريف حسين بن علي
- تشارلز هنري ديتريش
- حمود بن محمد
- سيسل رودس
- فيلهلم أوستفالد
- فينسنت فان غوخ
- موسى كاظم الحسيني
- هانس كريستيان غرام
- هايك كامرلينغ أونس
- هندريك أنتون لورنتس
- محمود عمر الباجوري

## وفيات
- جورج دبنج.
- تشارلز لينش
- صموئيل تشاندلر كرافتس
- كريستيان دوبلر
- وليام هنري كابيل
- وليم بومونت